# Astragalus urunguensis
Astragalus urunguensis är en ärtväxtart som beskrevs av N.Ulziykh. Astragalus urunguensis ingår i släktet vedlar, och familjen ärtväxter. Inga underarter finns listade i Catalogue of Life.